# Лаксалт, Пол
Пол Доминик Лаксалт (англ. Paul Dominique Laxalt; 2 августа 1922, Рино, Невада — 6 августа 2018, Мак-Лейн, Виргиния) — американский политик-республиканец.

## Биография
Лаксалт является сыном иммигрантов из Страны Басков. Он служил в армии Соединенных Штатов во время Второй мировой войны. В начале 1940-х годов учился в Университете Санта-Клары, после войны возобновил свои занятия. Он получил диплом юриста в 1949 году в Университете Денвера. Работал прокурором округа Ормсби с 1950 по 1954 год.
Был вице-губернатором штата Невада с 1963 по 1967, а затем губернатором с 1967 по 1971. Сенатор США от Невады с 1974 по 1987, председатель Национального комитета Республиканской партии с 1983 по 1987.